# 新感覚癒し系魔法少女ベホイミちゃん
『新感覚癒し系魔法少女ベホイミちゃん』（しんかんかくいやしけいまほうしょうじょベホイミちゃん）は氷川へきるによる漫画。「月刊Gファンタジー」（スクウェア・エニックス）において2006年から連載された。2008年6月号以後、掲載はなく実質25話をもって最終回となる。単行本は全2巻出版されていて、未収録作品はない。
『ぱにぽに』の登場人物の1人であるベホイミを主人公とした作品である。魔法少女への変身能力を授かった女子高生ベホイミが、侵略者から地球を守るために戦う。

## あらすじ
女子高生のベホイミはある日訪ねてきた宇宙人から魔法少女になってほしいと頼まれる。宇宙人からの突然の申し出にベホイミは戸惑うものの、最終的に宇宙人の真剣な気持ちを受け取り、科学の力で地球を守る魔法少女になることを承諾した。ところがベホイミとは別に、地球の精霊の力により小学生の鈴原未来が変身するという、より正統派の「魔法少女ベホイミ」も登場する。二人は侵略者と戦うため、共に手を携えることになる。

## 概要
「月刊Gファンタジー」2006年8月号から連載開始。同じ雑誌で同じ作者が連載中の『ぱにぽに』からのスピンオフ作品になる。『ぱにぽに』と同じ時間軸で進行し、世界観を共通させている。ただし細部に渡って内容がリンクするわけではなく、『ぱにぽに』におけるキャラクターの背景を知らなくても単独で楽しめる作品になっている。
物語は氷川へきるらしく、伝統的な魔法少女ものとはかけ離れた迷走を見せる。一般市民と不本意な交流を重ねたり、ままならない魔法少女ライフにめげてバイト先で人生相談をしたりと、その挙句現実と理想のギャップ、壊す力を行使することへの苦悩から饅頭フォームになって現実逃避にいたる等、本筋の戦いよりも明らかにそれ以外のギャグ展開のページの方が多い。ただし本作品では「襲い来る敵を撃退する」という目的意識が比較的はっきりしている。脱線してばかりではあっても、本筋においてバトルシーンや熱い語りなどの展開が用意されている点で『ぱにぽに』とは異なった方向性を見せている。現在は連載休止しているが、本編のキャラクターやネタの一部が、ぱにぽに11巻で登場している等リンクが見え物語の連動が見られる。

## 登場人物
「ぱにぽにの登場人物」を参照のこと

## 単行本
- 1巻 2007年10月18日発行（9月18日発売） ISBN 978-4-7575-2044-8
- 1巻 初回限定特装版（同日発売） ISBN 978-4-7575-2042-4
  - 付録：「新感覚癒し系偽アニメ偽資料集」A5判、36ページ。『ぱにぽにだっしゅ！』スタッフによる、アニメ化を騙った小冊子。作画設定資料、オープニング絵コンテ、用語解説、スタッフと氷川へきるの座談会などを収録。
- 2巻 2008年7月27日発行（6月27日発売） ISBN 978-4-7575-2275-6
- 2巻 初回限定特装版（同日発売） ISBN 978-4-7575-2274-9
  - 付録：「魔法少女ベホイミちゃんアンソロジー」A5判、80ページ。あぼしまこ、鈴木次郎らによるアンソロジーコミックおよびイラストを収録した小冊子。

## 海外における展開

### 台湾
台湾では"新感覺治癒系魔法少女貝荷伊米"のタイトルで青文出版集団より翻訳版コミックスが発行されている。国内版がA4版二つ折りでの発行に対し、台湾版はB5版二つ折りのフォーマットとなっており、サイズが異なっているのが特徴的である。

#### 台湾版単行本リリース履歴
- 新感覺治癒系魔法少女貝荷伊米(1) 2009年1月19日初版 ISBN 978-986-209-724-3
- 新感覺治癒系魔法少女貝荷伊米(2) 2009年3月12日初版 ISBN 978-986-209-802-8